# Polska Szkoła Podstawowa w Gródku
Polska Szkoła Podstawowa w Gródku – szkoła podstawowa małoklasowa w Gródku na terenie Republiki Czeskiej. Językiem nauczania jest język polski. 

## Historia
W 1869 roku, kiedy Franciszek Józef I wydał ustawę szkolną dotyczącą obowiązku edukacji miejscowych dzieci w macierzystych gminach, dzieci uczono w izbach domów prywatnych i nikt z nauczycieli nie posiadał wykształcenia pedagogicznego.
Pierwsze wzmianki o szkole jako oficjalnej instytucji istnieją od roku 1873, kiedy jeden z pierwszych uczących zainicjował u wójta gminy wybudowanie murowanej szkoły jednoklasowej. Została poświęcona 15 października 1873 roku.
Dzięki inicjatywie Adama Zieliny, nauczyciela i pierwszego dyrektora szkoły, w 1895 r. wybudowano nową szkołę dwuklasową, a dotychczasowy budynek został przemieniony na gospodę gminną. W tamtym okresie tereny zamieszkiwało 791 Polaków, 2 Niemców, 4 obywateli innych narodowości i ani jeden Czech, dlatego powstała tylko szkoła polska.

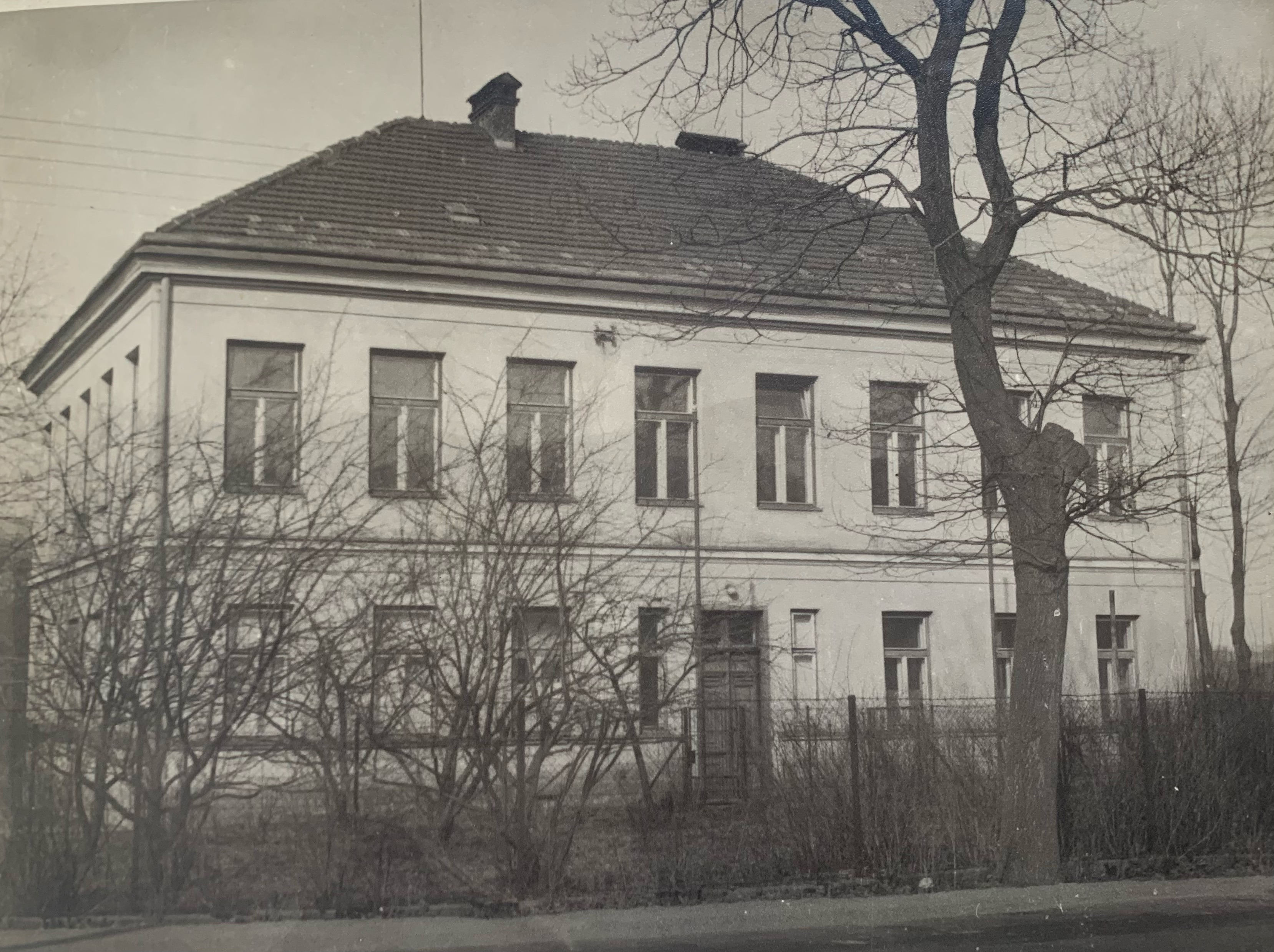
Stary budynek szkoły

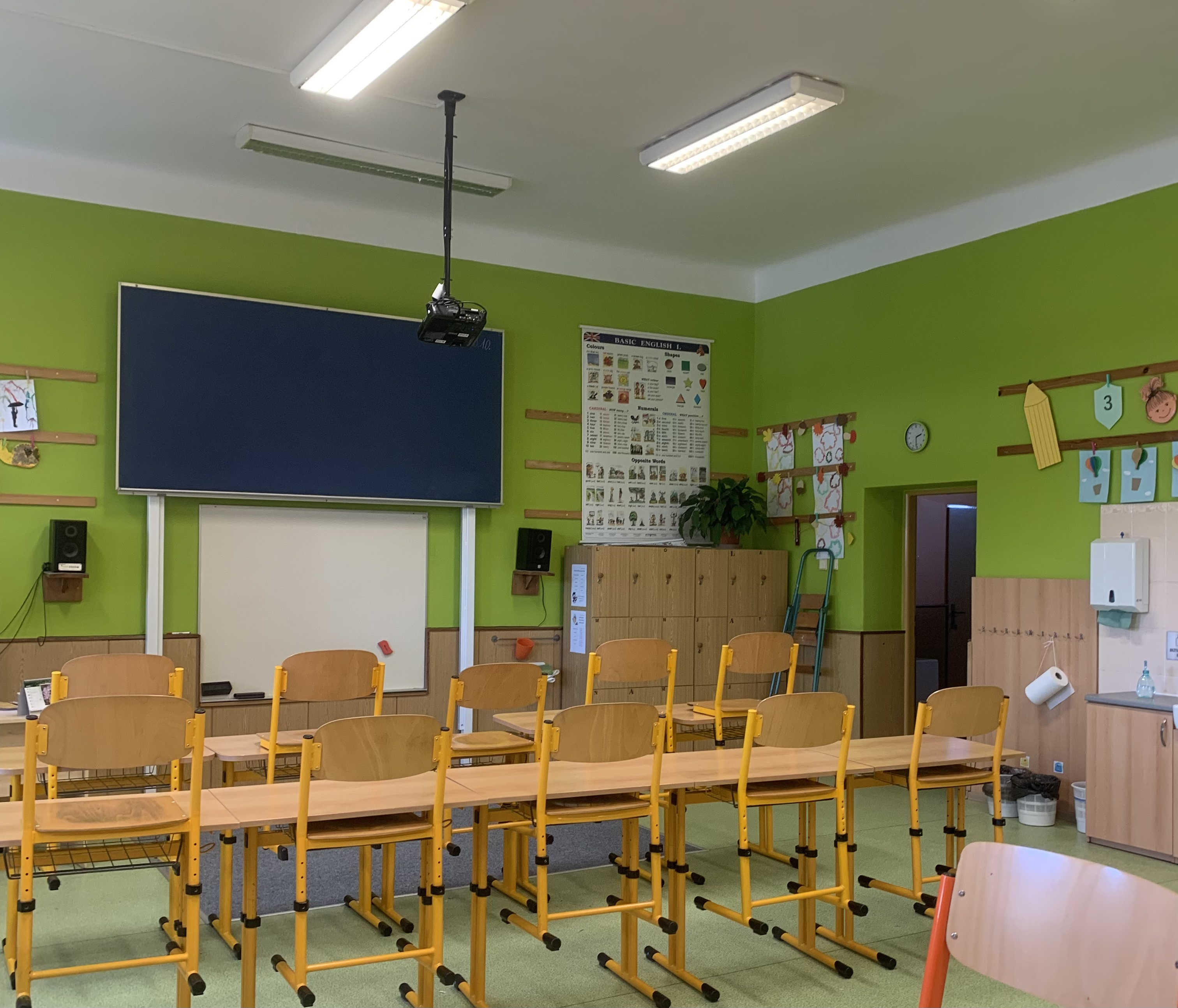
Wnętrze szkolnej klasy, r. 2021

W roku 1909 budynek szkolny powiększono o placówkę trzyklasową, do której uczęszczało 196 uczniów. Szkoła przetrwała wojenne czasy XX wieku, została nawet poszerzona o następną klasę. W okresie powojennym liczba uczniów zmalała - uczyło się tam około 50 dzieci.

## Współczesność
Szkoła  znajduje się w budynku wybudowanym w 1895 r. W roku 2003 została przekształcona w podmiot prywatny. W roku 2013 przebiegł remont szkolnego budynku i boiska znajdującego się obok szkoły. Klasy są  nowocześnie wyposażone. Liczba uczniów wynosi ok. 35 dzieci, grono pedagogiczne liczy ok. 4 osób. Obok szkoły jest także polskie przedszkole.

### Szkoły partnerskie
- Ochaby
- Skoczów

### Absolwenci
- Stanisław Czudek – specjalista chirurgii laparoskopowej